# Zarapuz
Zarapuz (Zaraputz en euskera) es un despoblado histórico de un monasterio en ruinas situado en el término municipal de Estella, Navarra.

## Historia
Se nombra este monasterio ya en el año 989 antes de la fundación de Estella y del burgo de Lizarra en 1090. Según documentos en el año 992, Sancho Garcés II donó la villa de Zarapuz al Monasterio de San Juan de la Peña. En el año de 1068 pasó a pertenecer al Monasterio de Irache. Fue paso importante del Camino de Santiago entre Villatuerta e Irache y hospital de peregrinos. 
En 1090 el rey Sancho Ramírez decide fundar Estella al otro lado del río Ega en detrimento de la opción de los monjes que querían en la opción de Zarapuz como punto estratégico. Zarapuz conoció días de verdadera prosperidad durante el siglo XII pero la orientación de la circulación jacobea desde Villatuerta a la recién creada ciudad de Estella, acabó sumiendo Zarapuz en el abandono y la ruina.
Hoy día solo queda en pie un edificio en ruinas, conocido como Corral de Zarapuz.

## Geografía
Está situado dentro del término municipal de Estella, entre Villatuerta, Arínzano, Irache y el barrio de Noveleta y al pie de Montejurra. Enclavado en un lugar estratégico prácticamente a orillas del río Ega y muy cerca de la confluencia del afluente río Iranzu.

## Topónimo
Según Luis Michelena, el nombre procede del vasco zara- ‘jaral, bosque’ y de putzu ‘pozo’, con lo que significaría ‘pozo del jaral’. 
En documentos históricos aparece escrito como Sarapuçu o Çaraputz (1060) y también: Sarapuç (1082), Zarapuz (1090 y hoy día) y Caraputz (1369).

## Otros datos
El rejoneador estellés Pablo Hermoso de Mendoza construyó su finca en las inmediaciones de este enclave.

El paso de la autovía del Camino A-12 separa Zarapuz de Noveleta.